# Karen Hernández
Karen Hernández Andrade (* 11. November 1994 in Aguascalientes) ist eine mexikanische Fußballschiedsrichterin.
Hernández leitet seit 2017 Spiele in der höchsten mexikanischen Frauenfußballliga Liga MX Femenil und hatte in dieser bereits mindestens 165 Einsätze. Zudem debütierte sie im März 2024 in der Liga MX und leitete damit als dritte Frau (nach Katia García eine Woche zuvor und Virginia Tovar im Jahr 2004) ein Spiel in der ersten mexikanischen Liga.
Seit 2022 steht sie auf der Liste der FIFA-Schiedsrichter und leitet internationale Fußballpartien.
Beim CONCACAF W Gold Cup 2024 in den Vereinigten Staaten leitete Hernández zwei Spiele in der Gruppenphase.
Zudem wurde Hernández für die U-20-Weltmeisterschaft 2024 in Kolumbien nominiert.